# Ministry
Ministry is een industrialmetalband uit Chicago, geformeerd in 1981 door Alain Jourgensen (alias Hypo Luxa). De band begon als een groep die synthrockgeoriënteerde muziek maakte. Eind jaren 80 veranderde de band zijn geluid in industrial met veel speedmetalinvloeden. In 1984 had het een hitje met (Every Day Is) Halloween. De groep brak definitief door met het vijfde studioalbum, Psalm 69, in 1992.
Na de dood van bassist Paul Raven, op 20 oktober 2007, werd de band opgeheven. Raven heeft tevens samengespeeld met Killing Joke, Prong en later Godflesh.

## Bandleden
Laatstbekende bezetting
- Aaron Rossi (drums)
- Al Jourgensen (zang, gitaar)
- Mike Scaccia (gitaar)
- Tony Campos (basgitaar)
- Tommy Victor (gitaar)
- Sin Quirin (gitaar)
- John Bechdel (keyboard)

## Discografie
Albums
- 1983 - With Sympathy
- 1986 - Twitch
- 1988 - The Land Of Rape And Honey
- 1989 - The Mind Is A Terrible Thing To Taste
- 1992 - Psalm 69
- 1996 - Filth Pig
- 1999 - Dark Side Of The Spoon
- 2003 - Animositisomina
- 2004 - Houses Of The Molé
- 2006 - Rio Grande Blood
- 2007 - The Last Sucker
- 2008 - Cover Up
- 2012 - Relapse
- 2013 - Enjoy The Quiet, Live at Wacken 2012 (dvd)
- 2013 - From Beer To Eternity
- 2014 - Last Tangle in Paris (live)
- 2021 - Moral Hygiene
- 2024 - Hopiumforthemasses